# Ternstroemia maltbyi
Ternstroemia maltbyi är en tvåhjärtbladig växtart som beskrevs av Joseph Nelson Rose. Ternstroemia maltbyi ingår i släktet Ternstroemia och familjen Pentaphylacaceae. Inga underarter finns listade i Catalogue of Life.